# Grylloblatta campodeiformis
Grylloblatta campodeiformis  (лат.) — вид тараканосверчков из семейства Grylloblattidae (подотряд Grylloblattodea). Эндемики Северной Америки: Канада и США. Живые ископаемые.

## Распространение
Неарктика: Альберта, Британская Колумбия (Канада) и Айдахо, Вашингтон (США).

## Описание
Усики 28—29-члениковые. На заднем крае переднеспинки имеется треугольный выступ посередине. Церки 8—9-члениковые. Лацинии однозубцовые. Лапки с короткими пульвиллами. Анальная пластинка самцов асимметричная.

## Систематика
3 подвида. Номинативный таксон впервые был описан в 1914 году из Северной Америки (провинция Альберта) канадским энтомологом Эдмундом Уокером (англ. Edmund Murton Walker; 1877—1969) и первоначально помещён им в отряд прямокрылые.

### Подвиды
- G. c. campodeiformis

- Grylloblatta campodeiformis athapaska Kamp, 1979[4]

- Grylloblatta campodeiformis nahanni Kamp, 1979